# ザバラ郡 (テキサス州)
ザバラ郡（ザバラぐん、英: Zavala County）は、アメリカ合衆国テキサス州の南西部に位置する郡である。2010年国勢調査での人口は11,677人であり、2000年の11,600人から0.7%増加した。郡庁所在地はクリスタルシティ市（人口7,138人）であり、同郡で人口最大の都市でもある。ザバラ郡は1846年に設立され、郡名はメキシコの政治家で、テキサス独立宣言の署名者、かつテキサス共和国の初代副大統領を務めたロレンソ・デ・ザバラに因んで名付けられた。

## 歴史

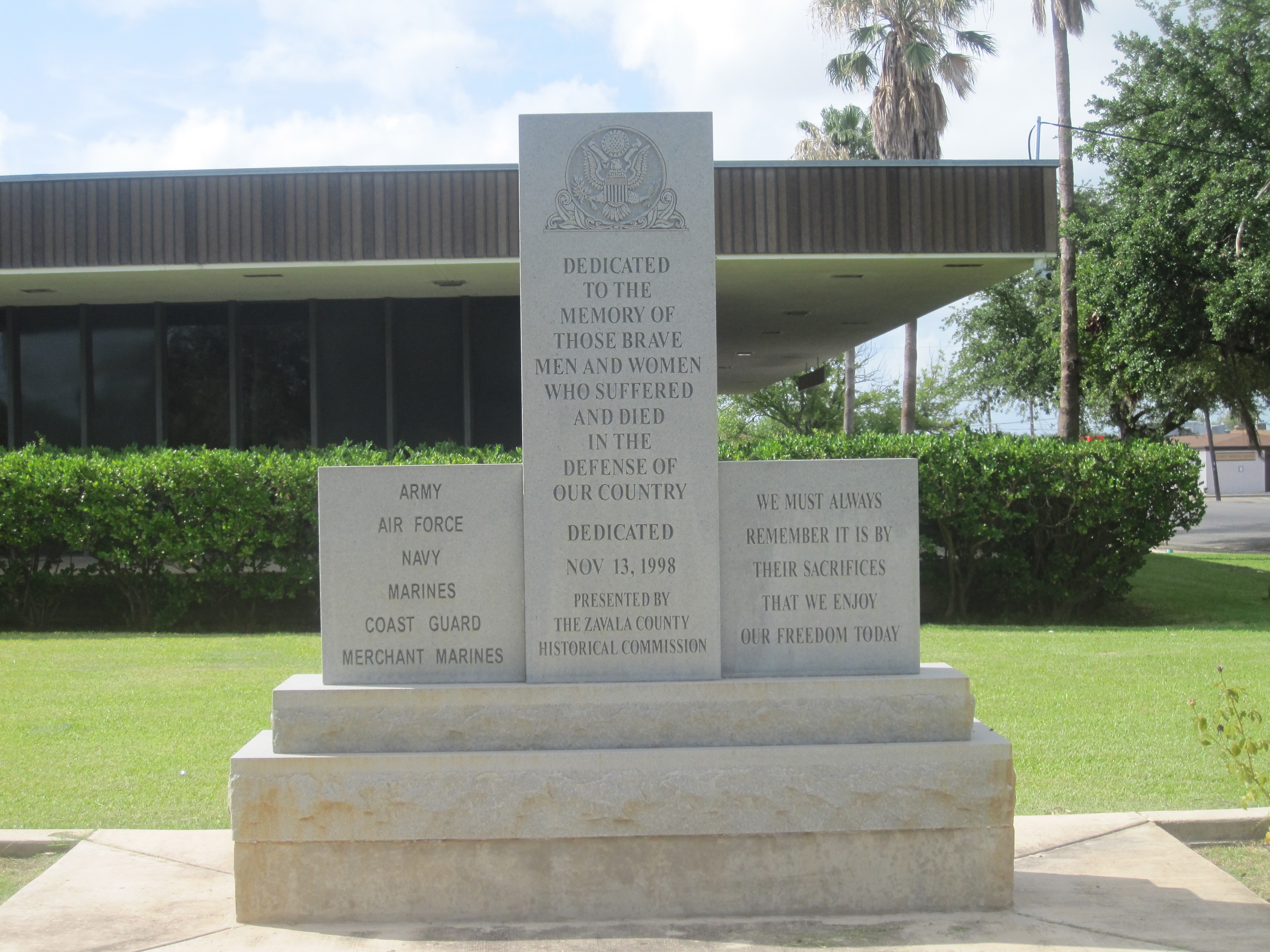
ザバラ郡庁舎前の退役兵記念碑

### インディアン
放射性炭素年代測定によって、ザバラ郡のトーチュガ・フラット遺跡が15世紀と16世紀にパクアチェ族が使われていたことを示している。クリスタルシティの考古学者T・C・ヒルが1972年から1973年にこの遺跡の発掘を行い、人工物を発見した。チャパロサ牧場では、テキサス大学サンアントニオ校の研究者によって100以上の古代遺跡が確認されている。パクアチェ族の後は、コアウイルテク族、トンカワ族、リパン・アパッチ族、メスカレロ・アパッチ族、コマンチ族などのインディアン部族が入ってきた。

### 野生馬の砂漠
ザバラ郡に含まれるリオ・グランデ川とニュエセス川の間の地域は、「野生馬の砂漠」（Wild Horse Desert）と呼ばれる境界論争があった地域であり、テキサス共和国もメキシコ政府もはっきりと統治したことは無かった。米墨戦争が終わるまで領有権の論争が続いた。その後のこの地域は無法者で溢れるようになり、開拓者を怖がらせた。1930年代にメキシコとアメリカ合衆国の間で合意が形成され、むかしメキシコ政府が与えた土地特許の継承者に損害賠償を行った。

### 郡の成立と成長
1846年、ザバラ郡が設立され、メキシコの開拓者でテキサス独立宣言の署名者でもあるロレンソ・デ・ザバラに因んで名付けられた。郡は1858年に組織化されたが、郡名に誤って“L”が2つ入り、"Zavalla" となっていた。綴りを修正したのは1929年になってからだった。ベイツビルの町が郡庁所在地になった。1928年の郡民投票で、クリスタルシティが新しい郡庁所在地になった。1867年頃、グレイ・ホワイトとビビアンの家族がコメタに入植した。1870年にはラモン・サンチェスとガルバンの家族が、1871年にはJ・フィッシャーが加わった。ほぼ同じころにマーロの開拓地ができた。当初は牧畜業が盛んだったが、過放牧によって草地がだめになった。その後のザバラ郡は商業的に亜麻を育てる州内最初の郡になった。郡内最大の牧場であるアイク・T・ラプライアが、農業用に土地を売り出した。そこに出現した町はラプライアと名付けられた。開発業者のE・J・バッキンガムとカール・グロースが1905年にクロス・S牧場の96,101 エーカー (384 km2) 全てを買収し、クリスタルシティの町の区割りを決め、残った土地を10エーカー (40,000 m2) 単位の農場に分割して販売した。

### 冬の庭園
ザバラ郡、ディミット郡、フリオ郡、ラサール郡はテキサス州の冬の庭園地域と見なされている。灌漑施設と穏やかな冬の気候が、この地域で一年中植物の栽培を可能にしている。1917年から1918年の冬にほうれん草が導入された。毎年開催されているほうれん草祭の第1回は1936年に開催され、第二次世界大戦中は止まったが、1982年に再開された。ほうれん草を食べるポパイを案出した漫画家のE・C・シーガーは、ウィンター・ガーデン商工会議所からアメリカの食卓にほうれん草を奨励した功績に対して感謝状を受け取った。シーガーの返書は2つの新聞に掲載され、シーガーの好きな野菜をどこでも子供達が楽しめるように奨励した。シーガーは後の1937年に「世界中の子供達全て」に捧げたポパイの彫像を建てることを認めた。バミューダ・タマネギも主要産品になった。ほうれん草、ソルガム、綿花が三大作物だった。1989年時点の主要産品はほうれん草、綿花、ピーカン、トウモロコシおよびタマネギだった。

### 強制収容所
クリスタルシティのテキサス家族収容所は1930年代に移民労働者の宿営地として始まった。それが閉鎖されるまでにドイツ人と日本人の戦闘員とその家族、ラテンアメリカ人と少なくとも1つのイタリア系ラテンアメリカ人家族、さらにドイツ系と日系アメリカ人の家族を収容した。家屋と保安手段のために100エーカー (0.4 km2) の広さがあった。さらに190エーカー (0.76 km2) が農業と個人住宅に当てられた。ドイツ系だった最初の収容者は1942年12月12日に到着し、建設業務にあたることが期待され、1時間10セントが支払われた。1943年に70床の病院が建設され、収容者の子供達のために学校も建てられた。収容者は保育園と幼稚園を運営した。運営開始から1945年6月30日までに4,751人を収容し、新たに153人が生まれた。この収容所は1948年に閉鎖された。

### メキシコ系アメリカ人
1910年のメキシコ革命から大量の移民労働者が国境を越えて郡内に入り、農作物を生産するようになった。1917年と1918年にはメキシコの革命家パンチョ・ビリャがリオ・グランデ川を越えて無法者を送り続けた。クリスタルシティでは自警団を組織し、ビラから来た者に対する防衛を図った。1930年までにクリスタルシティは圧倒的にメキシコ系アメリカ人で構成されるようになっていた。同年、南テキサスの郡では最大となる労働者率（100の農園に対して1,430人の労働者）と最低の借地農率（100の農園に対して33の借地農家）となっていた。農園経営者はイギリス系アメリカ人であり、小作農や農園労働者はヒスパニックだった。1950年代末までに、郡内の高校を卒業する者の過半数はメキシコ系アメリカ人になった。1990年、郡人口12,162人の89.4%はヒスパニックだった。

### テハーノの政治
1962年から1963年、御者組合のフアン・コルネホとスペイン語話者政治協力機構が、郡内の缶詰工場労働者と農園労働者のヒスパニック系を組織化し、市政委員会の委員を全てラテン系住民で占めることに成功した。この出来事はクリスタルシティ革命と呼ばれるようになった。
1970年にクリスタルシティとザバラ郡で結成されたラザ・ウニダ党がテハーノの間に大きな自己決済能力をもたらした。

## 地理
アメリカ合衆国国勢調査局に拠れば、郡域全面積は1,302平方マイル (3,372 km2)であり、このうち陸地1,298平方マイル (3,362 km2)、水域は3平方マイル (8 km2)で水域率は0.25%である。

### 主要高規格道路
- アメリカ国道57号線
- アメリカ国道83号線

### 隣接する郡
- ウバルデ郡 - 北
- フリオ郡 - 東
- ディミット郡 - 南
- マーベリック郡 - 西

## 人口動態
以下は2000年の国勢調査による人口統計データである。
| 基礎データ - 人口: 11,600人 - 世帯数: 3,428 世帯 - 家族数: 2,807 家族 - 人口密度: 3人/km2（9人/mi2） - 住居数: 4,075軒 - 住居密度: 1軒/km2（3軒/mi2） 人種別人口構成 - 白人: 65.06% - アフリカン・アメリカン: 0.49% - ネイティブ・アメリカン: 0.59% - アジア人: 0.09% - 太平洋諸島系: 0.03% - その他の人種: 31.08% - 混血: 2.66% - ヒスパニック・ラテン系: 91.22% 年齢別人口構成 - 18歳未満: 34.1% - 18-24歳: 10.2% - 25-44歳: 25.6% - 45-64歳: 18.7% - 65歳以上: 11.3% - 年齢の中央値: 29歳 - 性比（女性100人あたり男性の人口） - 総人口: 97.5 - 18歳以上: 95.8 | 世帯と家族（対世帯数） - 18歳未満の子供がいる: 43.8% - 結婚・同居している夫婦: 55.1% - 未婚・離婚・死別女性が世帯主: 21.8% - 非家族世帯: 18.1% - 単身世帯: 16.6% - 65歳以上の老人1人暮らし: 9.1% - 平均構成人数 - 世帯: 3.28人 - 家族: 3.70人 収入と家計 - 収入の中央値 - 世帯: 16,844米ドル - 家族: 19,418米ドル - 性別 - 男性: 22,045米ドル - 女性: 14,416米ドル - 人口1人あたり収入: 10,034米ドル（アメリカ合衆国の郡では最貧クラス） - 貧困線以下 - 対人口: 41.8% - 対家族数: 37.4% - 18歳未満: 48.9% - 65歳以上: 42.4% |

## 都市と町
- ベイツビル
- コメタ
- チュラビスタ・リバースパー
- クリスタルシティ - 郡庁所在地
- ラプライア
- ラスコロニアス
- ロマビスタ